# Volmer Gyth
Volmer Leopold Undset Gyth (født 17. juni 1902, død 15. maj 1965) var kaptajn af hæren og modstandsmand under besættelsen.
Volmer Gyth var medstifter af Danmarks Frihedsråd sammen med Erling Foss, Mogens Fog og Frode Jakobsen. Fra 1944 blev han knyttet til den danske militærmission ved SHAEF. Efter krigen blev Volmer Gyth adjudant hos Christian X og Frederik IX og derpå efter udnævnelse til oberst, knyttet til planlægningsarbejdet under opbygningen af NATO.
1952 blev han chef for Livgarden og fra 1955 chef for Frederik IXs adjudantstab. -Kammerjunker 1924. Kammerherre 1953.